# Alida Chelli
Pour les articles homonymes, voir Chelli.
Alida Chelli, née Alida Rustichelli le 23 octobre 1943 à Carpi et morte à Rome le 14 décembre 2012, est une actrice et chanteuse italienne.

## Biographie
Fille du compositeur et chef d'orchestre Carlo Rustichelli et sœur du compositeur Paolo Rustichelli, elle commence à chanter dans sa jeunesse, participant à des émissions de variétés télévisées et à des comédies musicales.
Elle se fait connaître avec sa version de la chanson Sinnò me moro, qui ouvre le film Meurtre à l'italienne (1959) dont la bande originale est composée par son père en 1959 : dans les années suivantes, la chanson deviendra un classique de la chanson italienne en romanesco, et sera enregistrée par Lando Fiorini et Gabriella Ferri, qui l'enregistreront d'abord en duo avec Luisa De Santis, puis seuls.
Pendant cette période, elle enregistre également le disque 45 tours Se è vero amore.
Elle joue dans de nombreux films et au théâtre, souvent en chantant, comme dans le musicarello Quando dico che ti amo (it) ou dans les comédies musicales Rugantino, en 1978, aux côtés d'Enrico Montesano, Cyrano, en 1979, avec Domenico Modugno et Aggiungi un posto a tavola, en 1990, avec Johnny Dorelli. En 1978, elle pose nue pour l'édition italienne de Playboy.

### Vie privée
En 1966, elle rencontre l'acteur Walter Chiari, le couple se marie en 1969 et l'année suivante naît leur fils unique Simone ; ils restent ensemble jusqu'en 1981. Chelli a ensuite une liaison avec le comte Riccardo Rocky Agusta, puis avec Pippo Baudo, avec qui elle reste sept ans.

### Mort
Atteinte d'un cancer, elle meurt à Rome, à l'hôpital Sant'Eugenio (it), le 14 décembre 2012, à l'âge de 69 ans.
Elle est enterrée au cimetière de Carpi, à côté de son père.

## Filmographie

### Cinéma
- 1959 : Meurtre à l'italienne (Un maledetto imbroglio) de Pietro Germi : (interprétation de la chanson Sinnò me moro)
- 1965 : Le Corniaud de Gérard Oury : Gina, la manucure
- 1965 : Su e giù de Mino Guerrini : la femme
- 1966 : La Conquête du bout du monde (They're a Weird Mob) de Michael Powell : Giuliana
- 1967 : Quando dico che ti amo (it) de Giorgio Bianchi : Sandra
- 1967 : Steve, à toi de crever (it) (L'uomo del colpo perfetto) d'Aldo Florio : Ulla Helger
- 1968 : Mes ennemis, je m'en garde ! (Dai nemici mi guardo io!) de Mario Amendola : Juana
- 1969 : Gli infermieri della mutua de Giuseppe Orlandini : Rossella
- 1981 : Spaghetti a mezzanotte de Sergio Martino : Elvira

### Télévision
- 1961 : Giallo club - Invito al poliziesco (Série TV) : Judy
- 1969 : Germinus (Série TV) : Caterina Malfatti
- 1973 : Docteur Caraïbes (Série TV) : Carmela
- 1978 : Rugantino (Téléfilm) : Rosetta